# Hipponix tumens
Hipponix tumens är en snäckart som beskrevs av Carpenter 1864. Hipponix tumens ingår i släktet Hipponix och familjen Hipponicidae. Inga underarter finns listade i Catalogue of Life.